# 薩多韋 (博布里涅茨區)
48°7′24″N 32°0′25″E / 48.12333°N 32.00694°E
薩多韋（烏克蘭語：Садове），是烏克蘭中部的村莊，隸屬基洛夫格勒州的克羅皮夫尼茨基區。該村面積0.38平方公里，海拔高度170米，2001年人口23，人口密度每平方公里60.9人。